# Lycoris houdyshelii
Lycoris houdyshelii là một loài thực vật có hoa trong họ Amaryllidaceae. Loài này được Traub mô tả khoa học đầu tiên năm 1957.

## Hình ảnh

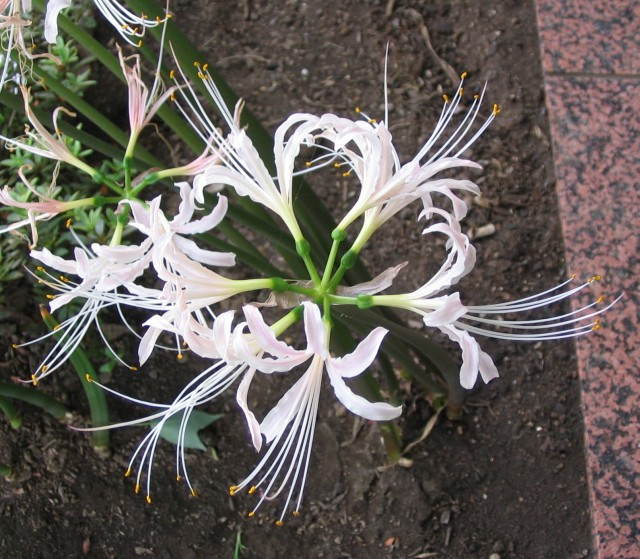